# Tharoiseau
Tharoiseau és un municipi francès, situat al departament del Yonne i a la regió de Borgonya - Franc Comtat. L'any 2007 tenia 75 habitants.

## Demografia

### Població
El 2007 la població de fet de Tharoiseau era de 75 persones. Hi havia 35 famílies, de les quals 17 eren unipersonals (13 homes vivint sols i 4 dones vivint soles), 9 parelles sense fills i 9 parelles amb fills.
La població ha evolucionat segons el següent gràfic:
Habitants censats

### Habitatges
El 2007 hi havia 70 habitatges, 39 eren l'habitatge principal de la família, 29 eren segones residències i 2 estaven desocupats. 64 eren cases i 6 eren apartaments. Dels 39 habitatges principals, 27 estaven ocupats pels seus propietaris, 11 estaven llogats i ocupats pels llogaters i 1 estava cedit a títol gratuït; 2 tenien dues cambres, 10 en tenien tres, 8 en tenien quatre i 19 en tenien cinc o més. 30 habitatges disposaven pel capbaix d'una plaça de pàrquing. A 17 habitatges hi havia un automòbil i a 14 n'hi havia dos o més.

### Piràmide de població
La piràmide de població per edats i sexe el 2009 era:
| Homes | Edats   | Dones |
| ----- | ------- | ----- |
| 0     | 95 o +  | 0     |
| 0     | 90 a 94 | 0     |
| 4     | 85 a 89 | 0     |
| 0     | 80 a 84 | 4     |
| 4     | 75 a 79 | 0     |
| 0     | 70 a 74 | 4     |
| 0     | 65 a 69 | 4     |
| 0     | 60 a 64 | 0     |
| 4     | 55 a 59 | 4     |
| 12    | 50 a 54 | 4     |
| 0     | 45 a 49 | 4     |
| 4     | 40 a 44 | 0     |
| 0     | 35 a 39 | 0     |
| 4     | 30 a 34 | 4     |
| 0     | 25 a 29 | 0     |
| 0     | 20 a 24 | 0     |
| 4     | 15 a 19 | 4     |
| 0     | 10 a 14 | 0     |
| 0     | 5 a 9   | 4     |
| 4     | 0 a 4   | 0     |

## Economia
El 2007 la població en edat de treballar era de 50 persones, 28 eren actives i 22 eren inactives. De les 28 persones actives 25 estaven ocupades (16 homes i 9 dones) i 3 estaven aturades (2 homes i 1 dona). De les 22 persones inactives 10 estaven jubilades, 3 estaven estudiant i 9 estaven classificades com a «altres inactius».
Activitats econòmiques
Dels 2 establiments que hi havia el 2007, 1 era d'una empresa de construcció i 1 d'una empresa financera.
L'únic servei als particulars que hi havia el 2009 era un paleta.
L'any 2000 a Tharoiseau hi havia 3 explotacions agrícoles.

## Poblacions més properes
El següent diagrama mostra les poblacions més properes.